# Юстина (ім'я)
Юсти́на, Усти́на — жіноче ім'я латинського походження. Його значення можна перекласти як «справедлива» (від лат. justus — з латинської мови у перекладі означає «справедливий». Похідне від чоловічого імені Юстин.
Іменини Юстина відзначає 15 жовтня за григоріанським календарем і 2 жовтня за юліанським календарем.

## Написання імені Юстина різними мовами
- фін. Justiina,
- чеськ., англ., хорв., ісп., лит., швед., порт. і словац. Justina,
- фр. Justine,
- біл. Юстына, Юсціна, Вусціна,
- пол. Justyna,
- угор. Jusztina,
- грец. Ιουστίνη,

## Використання
- Ім'я було загальноприйнятним у античні часи, потім занепало, знову з'явилося в епоху Відродження і поширилося переважно з XVIII століття завдяки знаменитому роману маркіза де Сада — «Юстина»[fr].